# Belladonna (roman)
Belladonna is een roman van Hugo Claus uit 1994 die zich afspeelt in het Vlaamse filmmilieu.

## Verhaal
Albert Meulemans is een Vlaamse minister met problemen. Hij kampt met zwaarlijvigheid, heeft heimwee naar het departement Landbouw en zijn Roemeense minnares wordt in de gaten gehouden door de Staatsveiligheid. Door deze beslommeringen is hij nauwelijks op de hoogte van wat er zich onder zijn bevoegdheid in het Vlaamse filmmilieu afspeelt.
Filmproducent Walter Oorslag wil Villa des Roses verfilmen, maar dat project wordt afgewezen door de filmcommissie. In plaats daarvan moet er een meer Vlaamsgezind project komen. Commissielid Jan-Frans Marigaal belooft Oorslag dat hij hem een ander scenario zal bezorgen. Marigaal heeft het scenario Koudvuur in gedachten, het eindwerk van zijn voormalige student Frank Verbauwen. Verbauwen biecht op dat dat scenario in werkelijkheid door zijn medestudent Axel den Dooven geschreven werd. Axel, die inmiddels curator is van het Theodoor Schellenmuseum, raakt op die manier bij het project betrokken. Zijn scenario over Pieter Bruegel de Oude wordt meermaals herwerkt (en om zeep geholpen) door Marigaal zelf, door auteur Jules Spanoghe en door enkele Britse scenaristen. 
De hoofdrol in Breughel is voor Herman Grootaers, die wegens financiële problemen bij Axel den Dooven intrekt en met diens vrouw Claire naar bed gaat. Axel zelf heeft affaires met verschillende vrouwen, onder wie zijn schoondochter Caroline. Hij denkt echter nog vaak aan zijn eerste vrouw Roberte. Omdat hij Roberte mishandeld zou hebben, laat haar bejaarde joodse vriendin Inge Gershwein regelmatig een hondendrol op zijn drempel achter. Als tegenreactie laat Herman Grootaers zijn eigen uitwerpselen op de drempel achter. Wanneer Axel daarover uitglijdt, belandt hij in het ziekenhuis met een schedelfractuur. 
Op de filmpremière lapt Axel de etiquette aan zijn laars en vraagt hij aan prins Michael wat hij van de film vond. Deze antwoordt: "Schone landschappen." De film krijgt negatieve kritiek.
Herman verblijft niet langer in Axel's huis, maar zijn spullen staan daar nog. Hij vraagt Axel of hij hem zijn flesje belladonna kan bezorgen. Dit zijn oogdruppels die Herman als acteur gebruikt om zijn pupillen te verwijden. Alex vindt het flesje, maar doet zelf een paar druppels in zijn ogen en drinkt het vervolgens leeg, waardoor hij in een delirium terechtkomt.

## Personages
- Axel den Dooven: curator, studeerde film en kunstgeschiedenis
- Claire: vrouw van Axel
- Roberte: ex-vrouw van Axel
- Just den Dooven: zoon van Axel
- Caroline: vrouw van Just
- Bettina Gillis: jonge minnares van Axel
- Inge Gershwein: bejaarde joodse vriendin van Roberte
- Albert Meulemans: minister
- Walter Oorslag: filmproducent
- Malle Moe: prostituee bij wie Walter Oorslag klant is
- Ernst Pussemier: regisseur
- Jan-Frans Marigaal: voormalig filmdocent en scenarist
- Jules Spanoghe: auteur
- Mireille: vrouw van Jules Spanoghe
- Frank Verbauwen: voormalig filmstudent en cameraman
- Herman Grootaers: acteur
- Armand Roosen: homoseksuele kostuumontwerper
- Gerald: getrouwde man, biseksuele partner van Armand
- Heini: uitbater van homobar Het Vagevuur
- Patrick Vaandrig: commissaris
- Prins Michael

## Achtergrond
Claus heeft in Belladonna zijn eigen negatieve ervaringen met het Vlaamse filmmilieu verwerkt. Het incident met Axel den Dooven en prins Michael is op de werkelijkheid gebaseerd. Op de première van De Leeuw van Vlaanderen vroeg Claus aan koning Boudewijn wat hij van de film vond, en deze antwoordde: "Schone landschappen."

## Ontvangst
Marc Reugebrink in Nieuwsblad van het Noorden: "Als het in Belladonna gaat over het maken van een film over Breughel, dan laat zich het verhaal ook onmiddellijk lezen zoals een schilderij van Breughel zich aan het oog voordoet: als een opeenvolging van losse scènes die onderling geen verband lijken te hebben maar samengevoegd zijn op één doek."
Marc Reynebeau in De Standaard: "De roman is een genadeloze afrekening met de Vlaamse cultuurpraktijk, die door niets dan meelijwekkende beunhazen schijnt te worden gedirigeerd."